# Canton de Jarnages
Le canton de Jarnages est une ancienne division administrative française située dans le département de la Creuse et la région Limousin.

## Géographie
Ce canton est organisé autour de Jarnages dans l'arrondissement de Guéret. Son altitude varie de 333 m (Domeyrot) à 625 m (Saint-Silvain-sous-Toulx) pour une altitude moyenne de 427 m.

## Représentation

### Conseillers généraux de 1833 à 2015
| Période                                  | Période      | Identité                     | Étiquette              | Qualité                                                                                                  |
| ---------------------------------------- | ------------ | ---------------------------- | ---------------------- | --- |
| 1833                                     | 1848 (décès) | Jean-François Parry          |                        | Ancien officier, propriétaire à Parsac                                                                   |
| 1848                                     | 1852         | Joseph Edmond Fayolle        | Gauche                 | Avocat à Guéret Représentant du peuple (1848-1851), Sénateur (1876-1885) Maire de Guéret (1870-1876)     |
| 1852                                     | 1856         | Jacques François Jabin       |                        | Juge suppléant au Tribunal civil de Chambon Propriétaire à Gouzon, conseiller d'arrondissement           |
| 1856                                     | 1871         | Édouard Delamarre            | Centre droit           | Ancien Préfet Député (1852-1870)                                                                         |
| 1871                                     | 1889         | Eugène Parry                 | Républicain            | Agriculteur et propriétaire Député (1876-1885) Sénateur (1885-1893) Maire de Parsac                      |
| 1889                                     | 1919         | Aristide Thomas              | Républicain            | Négociant Maire de Gouzon                                                                                |
| 1919                                     | 1935 (décès) | Albert Roustain              | Rad.                   | Médecin à Jarnages                                                                                       |
| Oct. 1935                                | 1940         | Georges Parry                | Rad.                   | Ingénieur agricole à Gouzon, avoué, conseiller municipal de Parsac                                       |
|                                          |              |                              |                        | |
| 1945                                     | 1957         | Georges Parry                | Rad.                   | Maire de Jarnages                                                                                        |
| 1957                                     | 1970         | Olivier Harty de Pierrebourg | Rad. puis UDR          | Journaliste, Compagnon de la Libération Maire de Guéret (1971-1973) Député (1951-1973)                   |
| 1970                                     | 1982         | André Pinet                  | Rad. puis UDR puis DVD | Maire de Gouzon                                                                                          |
| 1982                                     | 2001         | Jack Valette                 | RPR                    | Kinésithérapeute à Clermont-Ferrand                                                                      |
| 2001                                     | 2008         | Jean-Claude Lassau           | UMP puis DVD           | Propriétaire à Gouzon                                                                                    |
| 2008                                     | 2015         | Jean-Pierre Vacher           | UMP                    | Ancien Conseiller municipal de Gouzon Maire de Gouzon (2001-2008) Président de la Communauté de communes |
| Les données manquantes sont à compléter. |              |                              |                        | |

### Conseillers d'arrondissement (de 1833 à 1940)
Le canton de Jarnages avait deux conseillers d'arrondissement.
Il appartenait à l'arrondissement de Boussac jusqu'à sa disparition en 1926.
| Période                                  | Période      | Identité                               | Étiquette | Qualité |
| ---------------------------------------- | ------------ | -------------------------------------- | --------- | --- |
| 1833                                     | 1837 (décès) | Léonard Antoine Ducher (1770-1837)     |           | Marchand à Aubusson, juge de paix, propriétaire à Blaudeix                                                  |
| 1833                                     | 1852         | Jacques François Jabin                 |           | Propriétaire à Gouzon                                                                                       |
| 1837                                     | 1845         | Charles Beaufils-Lapérelle (1804-1877) |           | Propriétaire, maire de Saint-Silvain                                                                        |
| 1845                                     | 1848         | M. Gallerand                           |           | Médecin à Jarnages                                                                                          |
|                                          |              |                                        |           | |
| 1898                                     |              | M. Aussavy                             |           | |
| 1898                                     |              | M. Picquaud                            |           | |
|                                          |              |                                        |           | |
| 1922                                     |              | M. Larue                               | Rad.      | |
| 1922                                     | 1940         | M. Furet                               | Rad.      | |
|                                          | 1940         | M. Giraud                              | Rad.      | |
| 1940                                     |              |                                        |           | Les conseils d'arrondissement ont été suspendus par la loi du 12 octobre 1940 et n'ont jamais été réactivés |
| Les données manquantes sont à compléter. |              |                                        |           | |

## Composition
Le canton de Jarnages groupe 10 communes et compte 3 451 habitants (recensement de 2007 population municipale).
| Communes                 | Population (2012) | Code postal | Code Insee |
| ------------------------ | ----------------- | ----------- | ---------- |
| Blaudeix                 | 111               | 23140       | 23023      |
| La Celle-sous-Gouzon     | 141               | 23230       | 23040      |
| Domeyrot                 | 222               | 23140       | 23072      |
| Gouzon                   | 1 450             | 23230       | 23093      |
| Jarnages                 | 506               | 23140       | 23100      |
| Parsac                   | 587               | 23140       | 23149      |
| Pierrefitte              | 81                | 23130       | 23152      |
| Rimondeix                | 96                | 23140       | 23161      |
| Saint-Silvain-sous-Toulx | 144               | 23140       | 23243      |
| Trois-Fonds              | 113               | 23230       | 23255      |

## Démographie
| 1962  | 1968  | 1975  | 1982  | 1990  | 1999  | 2006  | 2011  | 2012  |
| ----- | ----- | ----- | ----- | ----- | ----- | ----- | ----- | ----- |
| 4 741 | 4 459 | 3 946 | 3 656 | 3 377 | 3 257 | 3 413 | 3 527 | 3 540 |